# 成田市役所
成田市役所（なりたしやくしょ）は、日本の地方公共団体である千葉県成田市の執行機関としての事務を行う施設（役所）。

## 概要
現在の成田市役所本庁舎は2代目である。

## 庁舎

### 本庁舎
2階には消費生活センターが、地下1階・地下2階には成田市消防本部・成田消防署がそれぞれ入居している。
| 階      | 部署                 | 主な業務内容 |
| ------- | -------------------- | --- |
| 5階     | 環境計画課           | 環境行政に係る総合的計画、自然環境の保全に関すること                                                                                                |
| 5階     | クリーン推進課       | 一般廃棄物の排出指導、ごみ収集処理、リサイクルに関すること                                                                                          |
| 5階     | 環境対策課           | 公害、土砂等の埋立等認可、不法投棄に関すること |
| 5階     | 土木課               | 道路及び橋梁の整備、河川、水防に関すること |
| 5階     | 道路管理課           | 道路の認定及び改廃、道路及び橋梁の維持補修に関すること                                                                                              |
| 5階     | 建築住宅課           | 建築基準法に基づく申請及び届出、住宅対策に関すること                                                                                                |
| 5階     | 下水道課             | 公共下水道の整備、受益者負担金、使用料に関すること                                                                                                  |
| 5階     | 都市計画課           | 都市計画の計画決定及び変更、開発行為に関すること |
| 5階     | 市街地整備課         | 市街地再開発事業、土地区画整理事業、街路事業に関すること                                                                                            |
| 5階     | 公園緑地課           | 公園緑地の整備・維持管理、緑化の推進に関すること |
| 5階     | 監査委員事務局       | 出納、事務、事業の監査に関すること |
| 5階     | 教育総務課           | 教育行政に係る総合的計画、教育委員、職員の人事・給与に関すること                                                                                    |
| 5階     | 学校施設課           | 学校教育施設の管理・整備に関すること |
| 5階     | 学務課               | 教職員の人事及び服務、児童生徒の入学に関すること |
| 5階     | 教育指導課           | 学校教育課程、学習指導、学校保健体育に関すること |
| 5階     | 生涯学習課           | 生涯学習の推進、文化財の保護に関すること |
| 4階     | 総務課               | 市議会、条例等の制定改廃、情報公開、文書の集配・整理保存に関すること                                                                                |
| 4階     | 行政管理課           | 行政事務の管理改善、組織、統計、情報推進に関すること                                                                                                |
| 4階     | 財政課               | 財政計画、予算編成、決算に関すること |
| 4階     | 管財課               | 市有財産の管理・登記、市有施設の営繕に関すること |
| 4階     | 契約検査課工事       | 契約工事の検査に関すること |
| 4階     | 観光プロモーション課 | 観光振興に関すること |
| 4階     | スポーツ振興課       | 社会体育の振興、各種大会の誘致及び教室の開催に関すること                                                                                            |
| 4階     | 文化国際課           | 芸術文化の振興、国際交流に関すること |
| 4階     | 商工課               | 商工業、労政、消費生活に関すること |
| 4階     | 農政課               | 農業の指導、基本計画の策定、農道の舗装に関すること                                                                                                  |
| 4階     | 選挙管理委員会事務局 | 選挙人名簿の登録、選挙の執行・啓蒙に関すること |
| 4階     | 農業委員会事務局     | 農地の移動、転用、農家台帳の整備に関すること |
| 3階     | 企画政策課           | 市政の基本的な計画策定、政策の推進に関すること |
| 3階     | 国家戦略特区推進課   | 国家戦略特区の推進に関すること |
| 3階     | 秘書課               | 秘書、儀式、表彰に関すること |
| 3階     | 広報課               | 広報紙の発行、広報番組の制作に関すること |
| 3階     | 人事課               | 職員の人事及び給与、研修、福利厚生に関すること |
| 3階     | 空港地域振興課       | 空港周辺土地利用計画、振興計画に関すること |
| 3階     | 空港対策課           | 空港建設に伴う住民対策、騒音対策に関すること |
| 2階     | 市民税課             | 市民税等の課税、市税の収納管理、諸証明の発行に関すること                                                                                            |
| 2階     | 資産税課             | 固定資産税、都市計画税、諸証明の発行に関すること |
| 2階     | 納税課               | 市税や国民健康保険税の納付に関すること |
| 2階     | 交通防犯課           | 交通安全、防犯、駐輪場に関すること |
| 2階     | 環境衛生課           | 斎場、市営霊園、し尿収集処理、犬の登録、合併処理浄化槽に関すること                                                                                  |
| 2階     | 市民協働課           | コミュニティの計画及び推進、NPO活動そのほか市民活動並びに市民協働に関すること、市民相談、市政に関する陳情・要望に関すること、男女共同参画の推進など |
| 2階     | 子育て支援課         | 子育て支援、母子及び寡婦福祉に関すること |
| 2階     | 保育課               | 保育園・幼稚園・児童ホームに関すること |
| 2階     | 議会事務局           | 本会議、委員会そのほか諸会議に関すること |
| 1階     | 市民課               | 住民基本台帳、戸籍、印鑑登録、外国人住民に関すること                                                                                                |
| 1階     | 保険年金課           | 国民健康保険、国民年金の資格管理及び給付に関すること                                                                                                |
| 1階     | 社会福祉課           | 福祉行政に係る総合的調査・企画、生活保護、民生委員、児童委員に関すること                                                                            |
| 1階     | 高齢者福祉課         | 高齢者の介護や福祉に関する相談・支援、生きがいづくりに関すること                                                                                    |
| 1階     | 障がい者福祉課       | 障がいのある人への援護措置、各種福祉手当に関すること                                                                                                |
| 1階     | 介護保険課           | 介護保険に関すること |
| 1階     | 会計室               | 歳入・歳出の出納、財産の記録管理に関すること |
| 1階     | 行政資料室           | 行政資料の閲覧、公文書の公開請求に関すること |
| 地下1階 | 消防総務課           | 職員の人事及び給与、消防団、消防広報に関すること |
| 地下1階 | 予防課               | 防災思想の啓蒙、予防査察、危険物に関すること |
| 地下1階 | 警防課               | 火災の防御計画、消防機器の管理に関すること |
| 地下2階 | 指揮指令課           | 消防隊及び救急隊の管制及び出動指令に関すること |

### 成田市保健福祉館
成田市赤坂1丁目3番地1に所在。健康推進部健康増進課・健康推進部地域医療政策課・成田市社会福祉協議会が設置されている。

### 成田市水道部
成田市山口293-1に所在。水道部業務課と工務課が設置されている。

### 卸売市場
千葉県成田市天神峰80番地1号に所在。

### 支所
- 下総支所（猿山1080番地）
- 大栄支所（松子413番地1）

## アクセス
- JR成田線 成田駅から徒歩10分
- 京成電鉄京成本線・京成東成田線 京成成田駅から徒歩10分